# Kretania zephyrinus
Kretania zephyrinus is een vlinder uit de familie van de Lycaenidae. De wetenschappelijke naam van de soort is voor het eerst gepubliceerd in 1884 door Hugo Theodor Christoph. 
De soort komt voor in bergachtige gebieden in Centraal-Azië.

## Ondersoorten
- Kretania zephyrinus zephyrinus
  - = Lycaena turcmenica Forster, 1936
- Kretania zephyrinus forsteri (Bálint, 1900)
- Kretania zephyrinus ordubadi (Forster, 1938)
  - = Lycaena solimana Forster, 1938
  - = Lycaena iranica Forster, 1938
  - = Plebejus pylaon albertii Nekrutenko, 1975
  - = Plebejus pylaon abchasicus Nekrutenko, 1975
  - = Plebejus pylaon iranicola Koçak, 1980
  - = Plebejus sephirus semiturcmenicus Bálint, 1991
- Kretania zephyrinus tarbagataiensis (Bálint, 1992)
  - = Plebejus zephyrus tarbagataiensis Bálint, 1992